# Exit-13
Az Exit-13 amerikai grindcore együttes volt. 1989-ben alakultak a Pennsylvania állambeli Millersville-ben. Eredeti felállása a következő volt: Bill Yurkiewicz - ének (a Relapse Records alapítója), Steve O'Donnell - gitár és Joel DiPietro - basszusgitár. 1994-es Ethos Musick című lemezükig ez volt a felállás. 1994-ben Dan Lilker (Anthrax, Brutal Truth, Nuclear Assault) csatlakozott az együtteshez. A Brutal Truth énekese, Kevin Sharp pedig vokált szolgáltatott. A zenekar szövegeinek fő témája a környezetvédelem volt, de a társadalmi problémák is fontos szerepet játszottak szövegeik témájában. 1997-ben feloszlottak.

## Tagok
- Bill Yurkiewicz - ének
- Bliss Blood - ének
- Dan Lilker - basszusgitár, zongora, ének
- Steve O'Donnell - gitár, ének
- Richard Hoak - dob, zongora, ének

## Korábbi tagok
- Scott Lewis - dob
- Joel DiPietro - basszusgitár
- Pat McCahan - dob
- Bill Shaeffer - dob
- Dave Witte - dob

## Diszkográfia
- 1989: Disembowelling Party (demó)
- 1989: The Unrequited Love of Chicken Soup (demó)
- 1989: Eat More Crust (demó)
- 1990: Green Is Good
- 1990: The Unrequited Love of Chicken Soup EP
- 1991: Spare the Wrench, Surrender the Earth EP
- 1993: Don't Spare The Green Love (válogatáslemez)
- 1994: Ethos Musick
- 1995: Exit-13 / Multiplex (split)
- 1995: ...Just A Few More Hits (válogatáslemez)
- 1996: Exit-13 / Hemdale (split lemez)
- 1996: Gout d'Belgium/Black Weakeners
- 1996: Smoking Songs
- 2004: Relapse Singles Series Vol. 4 (split lemez a Phobiával, a Goreaphobiával és az Amorphisszal, 2004)
- 2007: High Life! (válogatáslemez)